# Ostrogklooster
Het Ostrogklooster (Servisch : Манастир Острог; Manastir Ostrog) is een klooster van de Servisch-orthodoxe Kerk, dat in de 12e eeuw is ontstaan. Het klooster ligt in de buurt van de plaats Nikšić in Montenegro.
Het klooster is te bereiken via een smalle, bochtige weg. Halverwege de berg kan men eerst de kerk van de heilige Marthy Stanko bezichtigen. Als men verder de berg op rijdt, komt men bij het klooster en de bijbehorende kerk, waar iconen van heiligen te bezichtigen zijn. Ook kan men hier de kist met daarin het in doeken gewikkelde lijf van de heilige "Sveti Vasilije Ostroški" bezoeken. Deze Sint Basil richtte het klooster op. Hierdoor is het klooster een pelgrimsoord voor orthodoxe en katholieke christenen geworden.

## Afbeeldingen

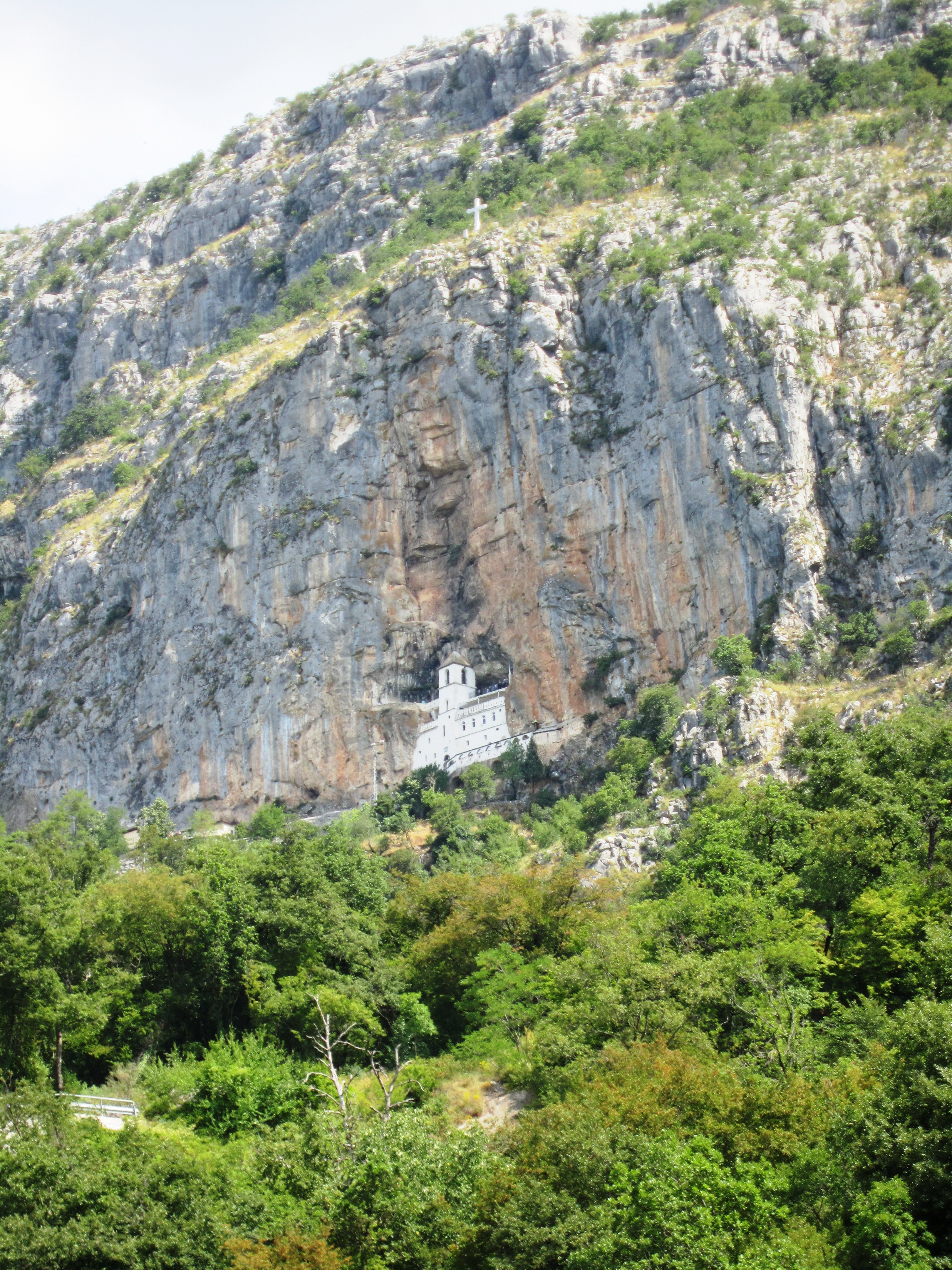
het klooster te zien vanaf de kerk van de heilige "Marthy Stanko"
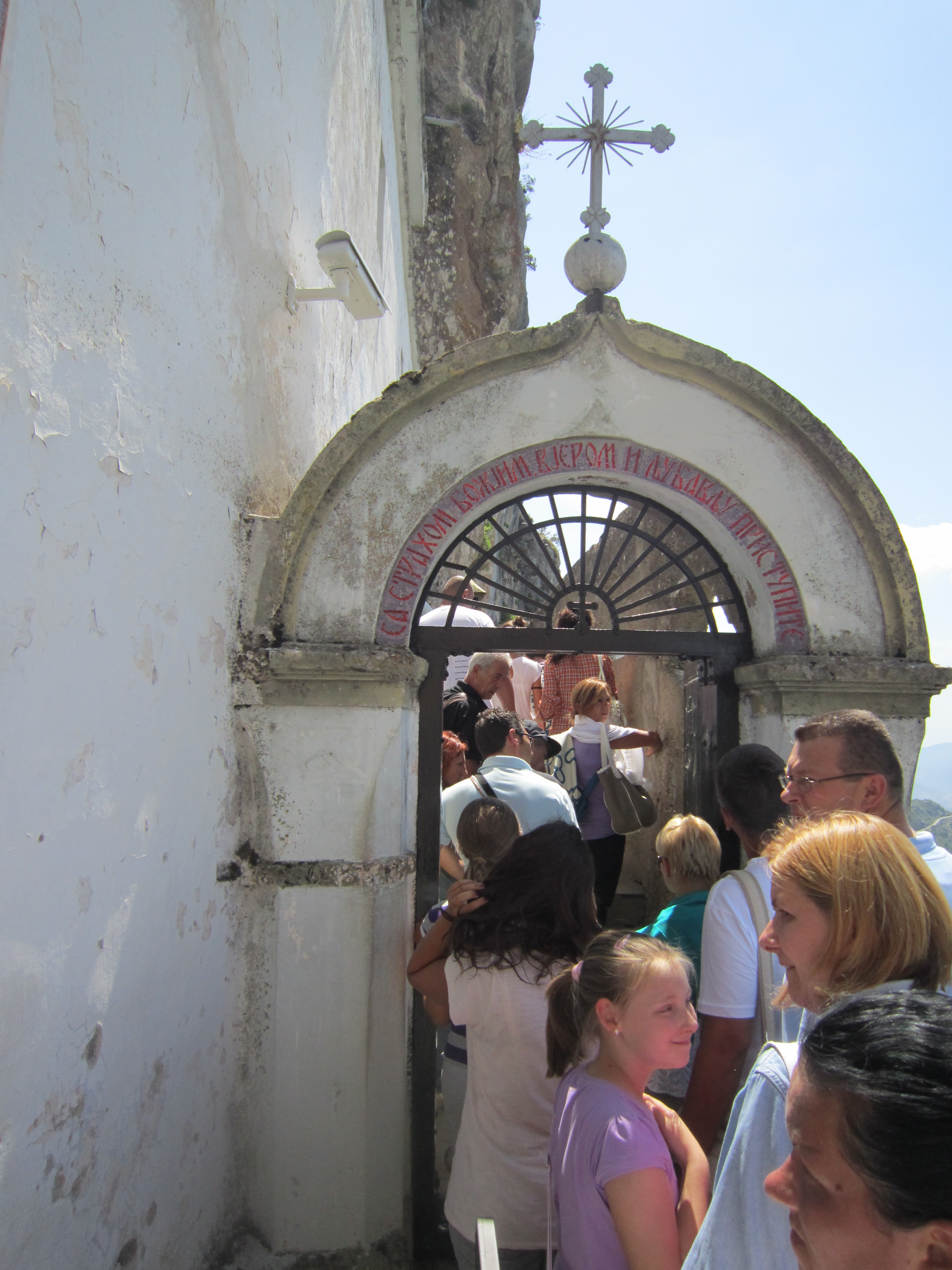
Rij met gelovigen voor de kerk bij het klooster
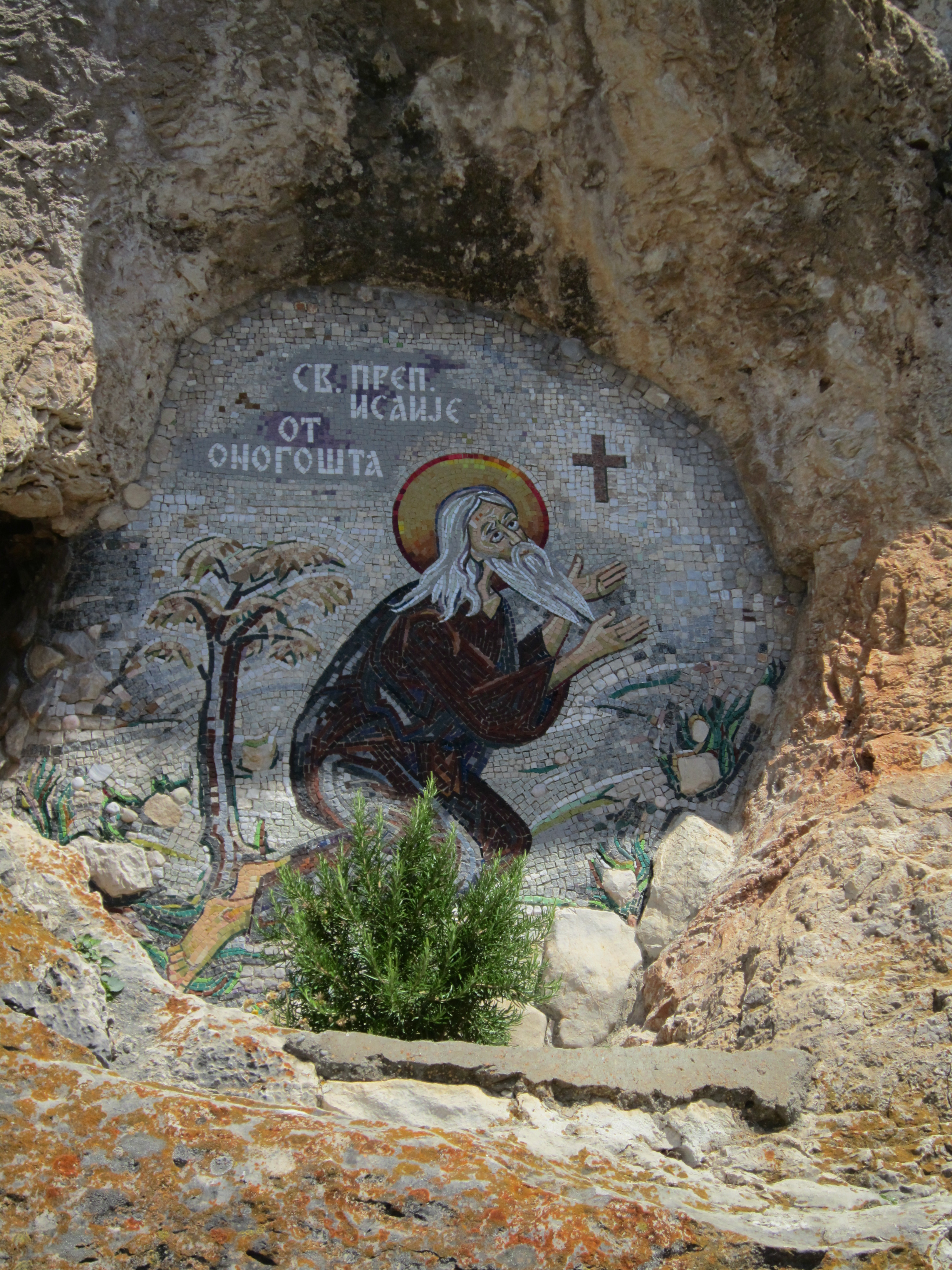
Een van de iconen van de kerk
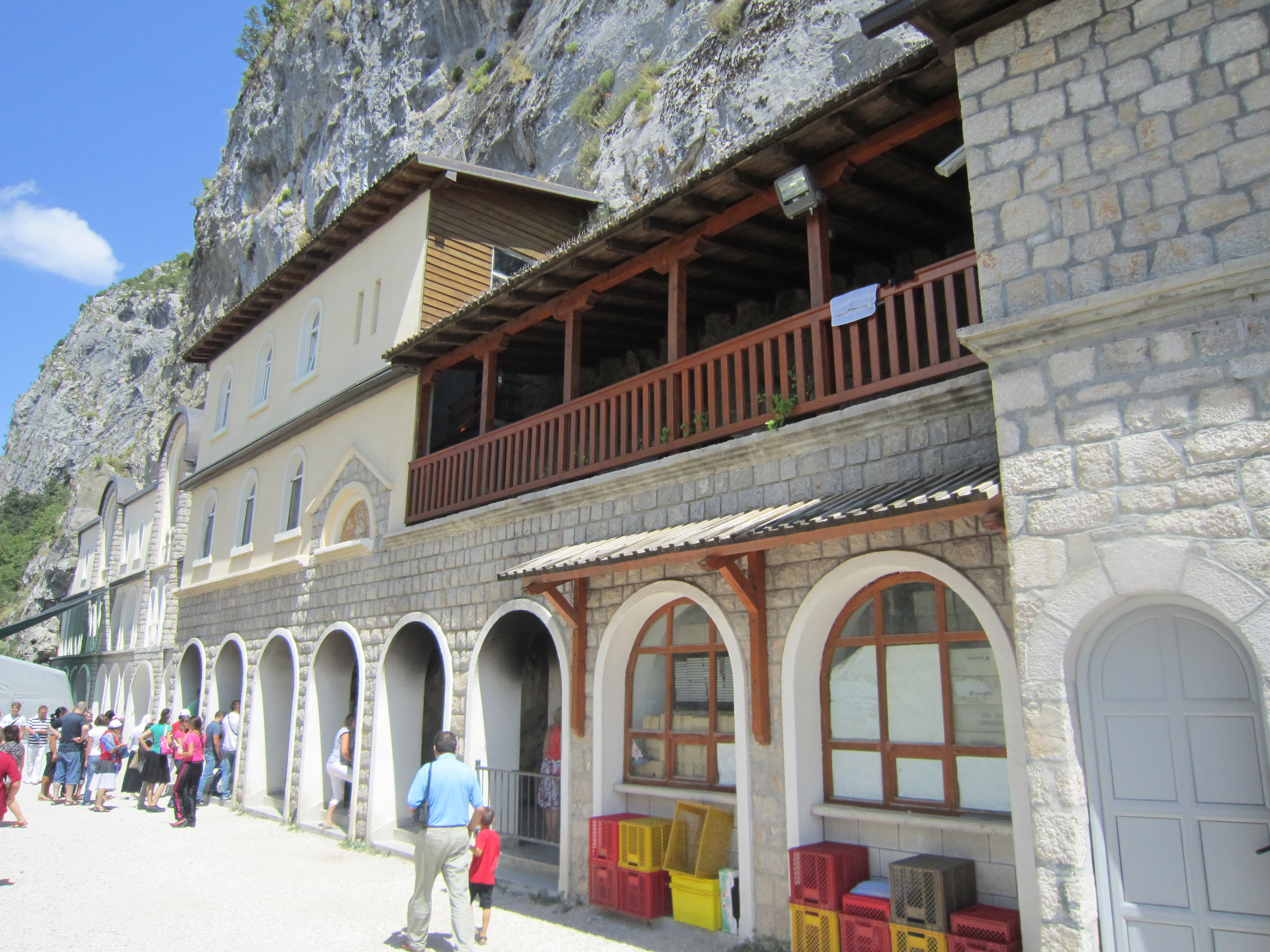
Het Ostrogklooster
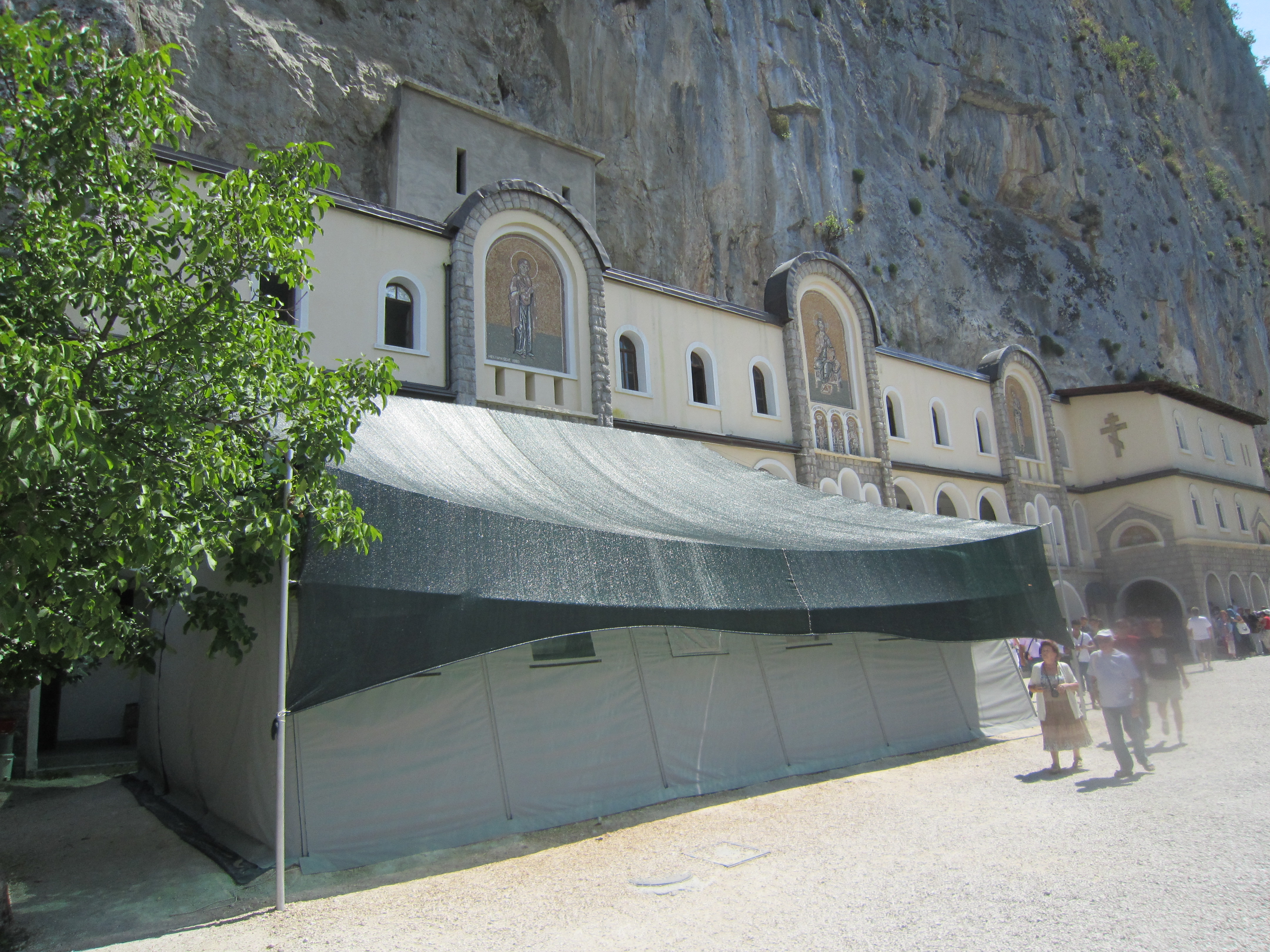
Het Ostrogklooster
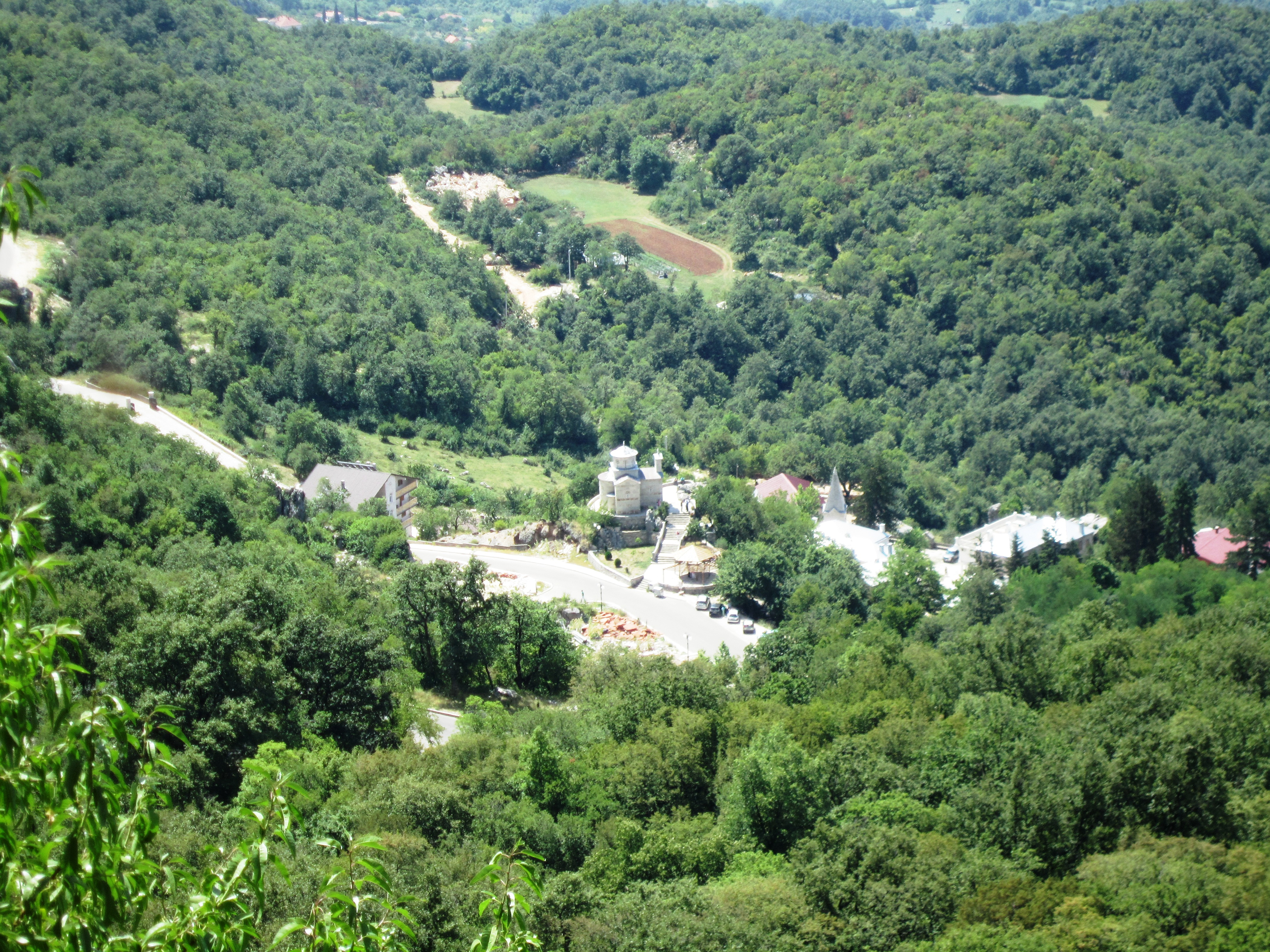
Uitzicht vanaf het klooster op de kerk van de heilige Marthy Stanko
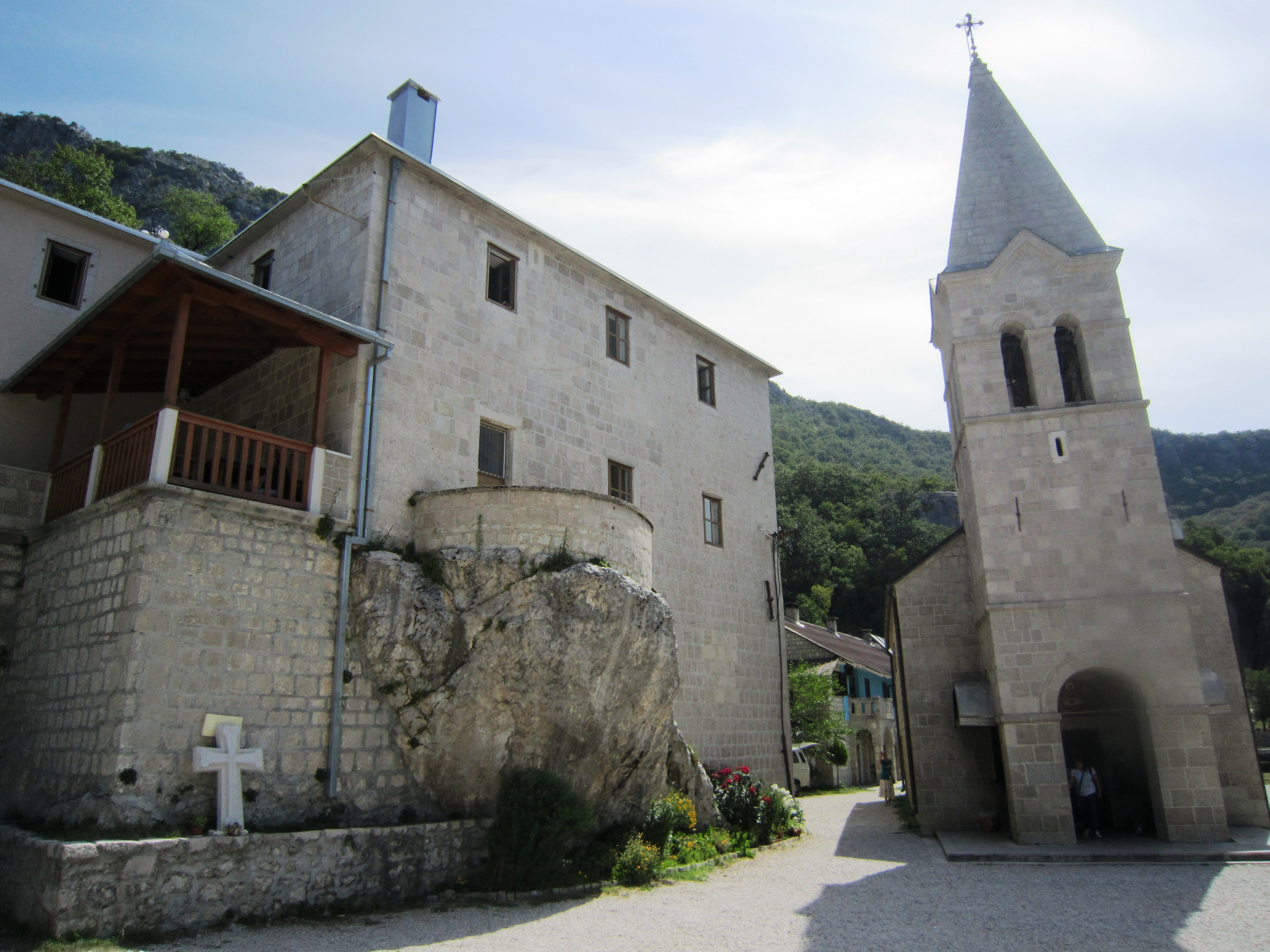
Kerk van de heilige Marthy Stanko
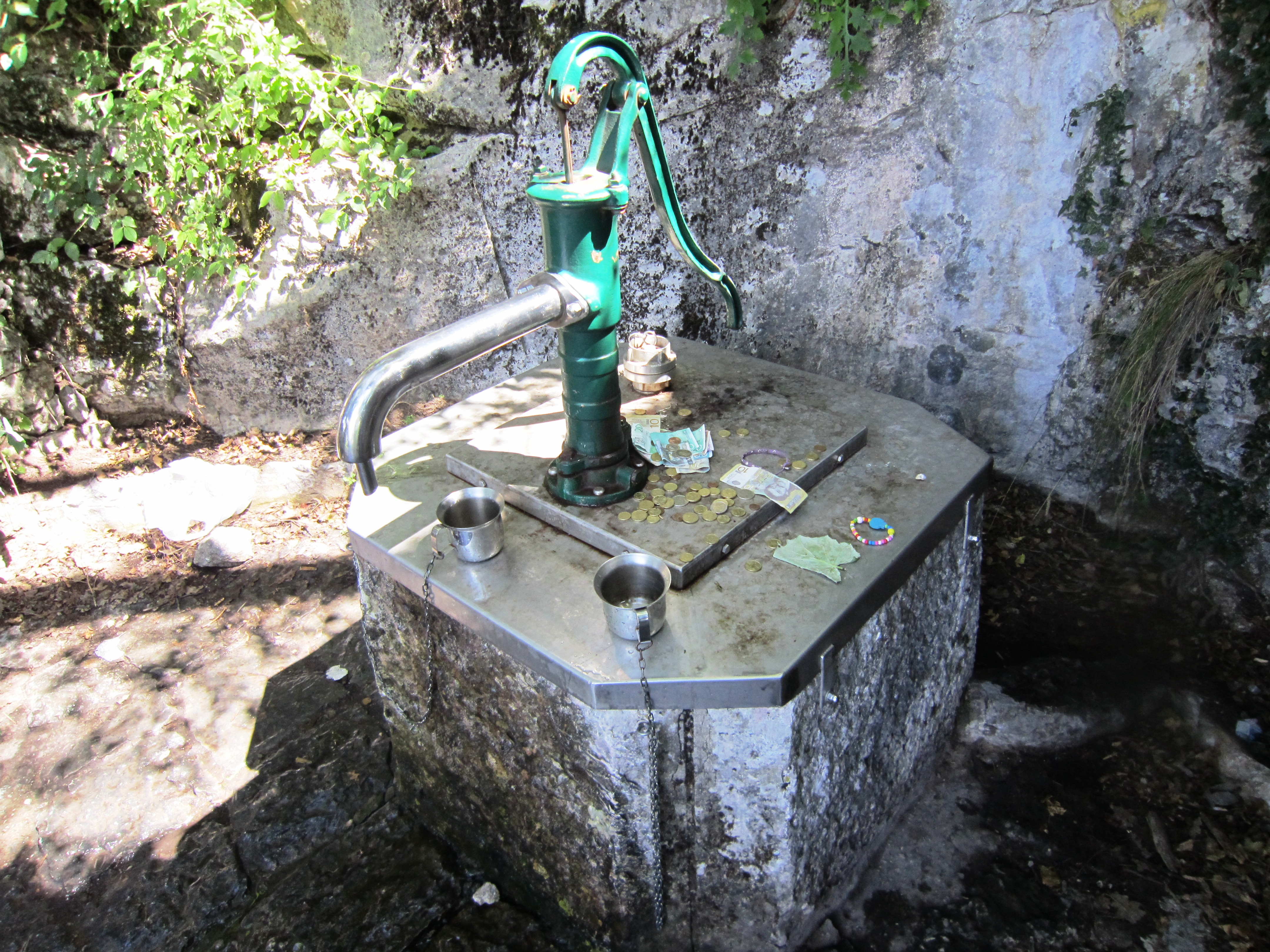
Heilige waterbron tussen de kerk en het klooster